# Fabrică de spam
Fabrica de spam este un calculator spart de către un cracker sau haxor, care este folosit pentru a distribui spam.
De asemenea, termenii se pot referi la companii care trimit spam.